# Forbrydelsen
 Ikke at forveksle med Forbrydelser.
Forbrydelsen (arbejdstitel Historien om et mord, tysk titel Kommissarin Lund – Das Verbrechen, engelsk titel The Killing, norsk titel Forbrytelsen, svensk titel Brottet, russisk titel Убийство) er en dansk dramaserie på 20 afsnit, der er skrevet af Søren Sveistrup og produceret af DR. Serien havde premiere den 7. januar 2007 og blev vist over 20 søndage i 2007 på DR1. De sidste 10 afsnit af serien var oprindeligt planlagt til at blive vist i foråret 2008, men på grund af seriens store popularitet blev visningen fremrykket til efteråret 2007 . Da seriens sidste afsnit blev sendt den 25. november 2007 var der hele 2.107.000 seere.
Forbrydelsen afsnit 1–10 var i 2007 nomineret til en Emmy-pris i kategorien Bedste Internationale Dramaserie.
Det lykkedes imidlertid ikke for serien at vinde prisen, som ellers tidligere er blevet vundet af blandt andet Rejseholdet, Ørnen og Nikolaj og Julie.
I 2008 blev serien igen nomineret — nu med afsnittene 11–20, og desuden blev Sofie Gråbøl nomineret i kategorien bedste kvindelige skuespiller i den internationale Emmy.
Forbrydelsen vandt heller ikke dette år.
Forbrydelsens 20 afsnit, som foregår over 20 dage i november 2006, omhandler efterforskningen af mordet på gymnasieeleven Nanna Birk Larsen. Serien er kendt for, at seerne på et eller andet tidspunkt har haft grund til at kunne mistænke næsten alle medvirkende for at have begået mordet. Potentielle mordere, som seerne til stadighed har gættet på henimod slutningen af serien, er blandt andre Theis Birk Larsen (Nanna Birk Larsens far), Vagn Skærbæk (ansat af Theis Birk Larsen), Bengt (Sarah Lunds kæreste), Poul Bremer (borgmester), Troels Hartmann (borgmesterkandidat), Morten Weber (kampagneleder for Troels Hartmann), Rie Skovgaard (politisk rådgiver for Troels Hartmann) og Lennart Brix (politikommissær).
Den amerikanske drama tv-serie The Killing (På dansk: Drabet) og den tyrkiske tv-serie Cinayet (På dansk: Mordet) er baseret på Forbrydelsen.

## Handling
Vicekriminalkommissær Sarah Lund glæder sig til sin sidste dag ved Københavns Politi. Hun skal til at flytte til Sverige med sin forlovede og overføres til det svenske politi, men alt ændrer sig, da en 19-årig kvinde, Nanna Birk Larsen er forsvundet. Hun bliver fundet voldtaget og brutalt myrdet. Sammen med sin kollega, kriminalassistent Jan Meyer, er Sarah nødt til at stå i spidsen for undersøgelsen, da det bliver hurtigt klart, at hun og Meyer jagter en meget intelligent og farlig morder.
Lokalpolitiker Troels Hartmann er midt i en hårdt valgkamp for at blive den nye borgmester i København, når beviserne forbinder ham til mordet, der tilføjer en politisk tråd og yderligere intriger til historien. Samtidig, kæmper pigens familie og venner for til at klare deres tab.

### Hvem er morderen?
Indtil det sidste er det lykkedes for serien at holde afslutningen åben, og det har ført til en mængde gætterier i aviser, på arbejdspladser og på debatfora på Internettet om hvem morderen er.
Flere af virkelighedens politifolk har også gættet med offentligt.[kilde mangler]
Kriminalkommissær Kurt Kragh, der har flere års erfaring i drabsefterforskning, kom allerede tidligt med Vagn Skærbæk som det bedste bud på en morder. Et gæt han holdt fast ved efter afslutningen på de første ti afsnit.
Kragh mener at mordets motiv er sædelighed, jalousi, hævn eller begær.
Chefpolitiinspektør ved Københavns Politi, Per Larsen, udtalte dog dagen før sidste afsnit blev sendt at Vagn var "et for oplagt bud" og angav faren Theis som et bud på morderen.
Også den markante forsvarsadvokat Merethe Stagetorn havde den stærkeste mistanke rettet mod faren.
Drabschefen ved Københavns Politi, Ove Dahl, ville ikke svare på hvem han "troede" morderen var, da han har været konsulent på serien og gennemlæst manuskriptet.
En spil-udbyder tillod folk at spille på hvem morderen ville være, og i februar var de laveste odds på Troels Hartmann (odds: 2,50) og Vagn Skærbæk (3,75). De efterfølgende odds var: Rama (6,00), Theis Birk Larsen (8,00), Oliver (10,00), Jan Meyer (15,00), Lisa (20,00).
Spil-udbyderen tillod også spil på morderens køn med oddsene 1,30 for en mandlig morder og 3,50 for en kvindelig.
I efterårets afsnit er fokus flyttet fra gymnasiet. Man har således ikke set mere til figurerne Rama, Oliver og Lisa, og de fleste seneste gæt har ikke nævnt disse personer.
I efterårssæsonens afsnit satte en anden spil-udbyder oddsene noget anderledes, og således var Morten Weber sat med den laveste odds på 3,65.
Herefter kom Vagn Skærbæk (4,00), Sarah Lunds kæreste Bengt (4,50), Theis Birk Larsen (5,25), Troels Hartmann (7,00), Rie Skovgaard (9,00), Politikommisær Brix (9,00) og Poul Bremer (15,00).
Flere medier afholdt læserafstemninger om, hvem morderen er.
For eksempel stemte JydskeVestkysten's læsere Theis Birk Larsen øverste med 17% af stemmerne, efterfulgt af Morten Weber med 15% og Flyttemanden Vagn med 13% før sidste afsnit.
De tre samme personer var på top-tre i Ekstra Bladets afstemning, hvor Theis Birk Larsen fik 21%, Vagn 20% og Morten Weber knap 16% .
Før sidste afsnit har det også været påpeget, at morderen måske ikke bliver afsløret, at forbrydelsen ikke helt bliver klarlagt, eller at kun nogle af mordene forklares.
Forfatteren Søren Sveistrup har gennemgået flere af virkelighedens mord, og nogle af disse er aldrig blevet opklaret.
Selve seriens stil, der lægger sig op af den dystre film noir-genre, kunne også give anledning til at tro på en "åben" slutning. I visse film i den "mørke" genre, som den klassiske gyser, bliver ordren ikke altid genoprettet, som anmelder Bo Tao Michaëlis påpegede på dagen for udsendelsen af sidste afsnit.
Endelig kan det være at der ikke er tale om een morder, men flere, for eksempel parret Vagn Skærbæk og Leon Frevert, eller gennem en ikke klarlagt forbindelse mellem Birk Larsen-gruppen og rådhuset.
En anden teori kunne være, at Vagn Skærbæk har mishandlet Nanna Birk Larsen, og Morten Weber har "ryddet op" efter Vagn i den tro, at det var Troels Hartmann, der havde begået forbrydelsen.
I sidste ende viser sidstnævnte teori sig at være korrekt – Vagn Skærbæk er Nannas morder, og Morten Weber er manden, som har renset lejligheden for spor efter mishandlingen af Nanna i den tro, at Hartmann ellers på den ene eller anden måde ville blive knyttet til mordet.

## Medvirkende

### Hovedpersoner
- Sarah Lund, vicekriminalkommissær: Sofie Gråbøl
- Jan Meyer, vicekriminalkommissær: Søren Malling
- Theis Birk Larsen, Nanna Birk Larsens far og selvstændig flyttemand: Bjarne Henriksen
- Pernille Birk Larsen, Nanna Birk Larsens mor: Ann Eleonora Jørgensen
- Troels Hartmann, skoleborgmester og overborgmesterkandidat: Lars Mikkelsen
- Rie Skovgaard, politisk rådgiver for Troels Hartmann: Marie Askehave

| - Nanna Birk Larsen, offeret, Theis og Pernilles datter: Julie Ølgaard - Lisa, Nannas veninde: Laura Christensen - Oliver Schandorff, Nannas ekskæreste: Cyron Melville - Jeppe Hald, Olivers ven: Casper Steffensen - Vagn Skærbæk, flyttemand hos Birk Larsen: Nicolaj Kopernikus - Leon Frevert, flyttemand hos Birk Larsen: Peder Holm Johansen - Charlotte, Pernilles søster: Laura Drasbæk - Rama, Nannas gymnasielærer: Farshad Kholghi - Rektor på Nannas gymnasium: Solbjørg Højfeldt - Emil Birk Larsen, Nannas bror: Kasper Leth Hansen - Anton Birk Larsen, Nannas bror: Jonas Leth Hansen - Liz Gamborg, Theis' advokat: Vibeke Hastrup - Bengt Rosling, Sarah Lunds kæreste: Johan Gry - Mark Lund, Sarahs søn: Eske Forsting Hansen - Vibeke, Sarah Lunds mor: Anne Marie Helger | - Morten Weber, kampagneleder for Troels Hartmann: Michael Moritzen - Poul Bremer, overborgmester: Bent Mejding - Knud Padde: Anders Nyborg - Gert Stokke, embedsmand: Claus Bue - Kirsten Eller, politiker: Tina Gylling Mortensen - Jens Holck, politiker : Jesper Lohmann - Phillip Dessau, presserådgiver for Poul Bremer: Jakob Cedergren - Nethe Stjernfeldt: Maibritt Saerens - Erik Buchard, Lunds og Meyers chef: Troels II Munk - Lennart Brix, politikommissær: Morten Suurballe - Statsadvokatens repræsentant: Kim Bodnia |

## Modtagelse
Forbrydelsen blev generelt positivt modtaget.
Afsnittene af Forbrydelsen er blevet anmeldt i flere danske medier. Efter seriens afslutning stod der i Ekstra Bladets anmeldelse, at serien har "været en stor fornøjelse af en sjælden håndværksmæssig kvalitet". Samtidig stod der også, at seriens "løse ender stritter som et ryatæppe, og derfor måtte forløsningen i afsnit 20 også gå hånd i hånd med frustrationen. En morder skulle vi nok få, men de sidste uger har det stået lige så klart, at vi næppe kunne få en forklaring, der samlede det hele op." 
Da serien vistes i Storbritannien i 2011 vandt den også stor anerkendelse.
Den blev vist på kanalen BBC4 med undertekster og blev fulgt af omkring en halv million briter.
I maj 2011 vandt den BAFTA-prisen for bedste udenlandske tv-serie.
Den amerikanske genindspilning The Killing havde i gennemsnit 2,2 millioner seere da den blev vist i 2011.
Af USA Today's anmelder fik den topkarakter og blev kaldt en sand sjældenhed.
Ved tv-branchefestivalen MIPCOM i Cannes i oktober 2013 blev Piv Bernth hædret med en World Screen Content Trendsetter Award for serien.
| Afsnit | Sendetidspunkt på DR1 (første visning)  | Anmeldelse     |
| 1      | Søndag den 7. januar 2007 kl. 20.00     | Ekstra Bladet: |
| 2      | Søndag den 14. januar 2007 kl. 20.00    | Ekstra Bladet: |
| 3      | Søndag den 21. januar 2007 kl. 20.00    | Ekstra Bladet: |
| 4      | Søndag den 28. januar 2007 kl. 20.00    | Ekstra Bladet: |
| 5      | Søndag den 4. februar 2007 kl. 20.00    | Ekstra Bladet: |
| 6      | Søndag den 11. februar 2007 kl. 20.00   | Ekstra Bladet: |
| 7      | Søndag den 18. februar 2007 kl. 20.00   | Ekstra Bladet: |
| 8      | Søndag den 25. februar 2007 kl. 20.00   | Ekstra Bladet: |
| 9      | Søndag den 4. marts 2007 kl. 20.00      | Ekstra Bladet: |
| 10     | Søndag den 11. marts 2007 kl. 20.00     | Ekstra Bladet: |
| 11     | Søndag den 23. september 2007 kl. 20.00 | Ekstra Bladet: |
| 12     | Søndag den 30. september 2007 kl. 20.00 | Ekstra Bladet: |
| 13     | Søndag den 7. oktober 2007 kl. 20.00    | Ekstra Bladet: |
| 14     | Søndag den 14. oktober 2007 kl. 20.00   | Ekstra Bladet: |
| 15     | Søndag den 21. oktober 2007 kl. 20.00   | Ekstra Bladet: |
| 16     | Søndag den 28. oktober 2007 kl. 20.00   | Ekstra Bladet: |
| 17     | Søndag den 4. november 2007 kl. 20.00   | Ekstra Bladet: |
| 18     | Søndag den 11. november 2007 kl. 20.00  | Ekstra Bladet: |
| 19     | Søndag den 18. november 2007 kl. 20.00  | Ekstra Bladet: |
| 20     | Søndag den 25. november 2007 kl. 20.00  | Ekstra Bladet: |

## Eksterne kilder
- Seriens hjemmeside hos DR Arkiveret 3. januar 2007 hos  Wayback Machine
- Forbrydelsen på Internet Movie Database (engelsk)
- Forbrydelsen på Filmdatabasen
- Forbrydelsen på danskefilm.dk
- Forbrydelsen på Metacritic (engelsk)
- Forbrydelsen hos The Movie Database (engelsk)
- Forbrydelsen hos TheTVDB (engelsk)
- Forbrydelsen på danskfilmogtv.dk
- Nyhed på filmz.dk Arkiveret 12. marts 2007 hos  Wayback Machine
- "Forbrydelsens morder afsløres til efteråret". DR Nyheder Online. 2007-03-02. Arkiveret fra originalen 4. marts 2007. Hentet 2007-03-03.